# Área metropolitana de Charlotte
El área metropolitana de Charlotte, también conocida como Metrolina, Charlotte Metro, Charlotte USA (aunque el área que abarca cada uno de estos tres términos puede variar), o Área Estadística Metropolitana de Charlotte-Gastonia-Rock Hill, NC-SC MSA, como la denomina oficialmente la Oficina de Administración y Presupuesto, es un Área Estadística Metropolitana centrada en la ciudad de Charlotte, que abarca parte de los estados estadounidenses de Carolina del Norte y Carolina del Sur. Tiene una población de 1.758.038 habitantes según el Censo de 2010, convirtiéndola en la 33.º área metropolitana más poblada de los Estados Unidos.

## Composición
El área metropolitana está compuesta por:
- 12 condados del estado de Carolina del Norte, junto con su población según los resultados del censo 2010:[5]
  - Alexander – 37.198 habitantes
  - Anson – 26.948 habitantes
  - Cabarrus – 178.011 habitantes
  - Catawba – 154.358 habitantes
  - Cleveland – 98.078 habitantes
  - Gaston – 206.086 habitantes
  - Iredell – 159.437 habitantes
  - Lincoln – 78.265 habitantes
  - Mecklenburg – 919.628 habitantes
  - Rowan – 138.428 habitantes
  - Stanly – 60.585 habitantes
  - Union – 201.292 habitantes; y
- 4 condados del estado de Carolina del Sur, junto con su población según los resultados del censo 2010:[6]
  - Chester – 32.618 habitantes
  - Chesterfield – 42.882 habitantes
  - Lancaster – 75.913 habitantes
  - York – 227.003 habitantes

## Área Estadística Metropolitana Combinada
El área metropolitana de Charlotte es parte del Área Estadística Metropolitana Combinada de 	Charlotte-Gastonia-Salisbury, NC-SC CSA junto con el Área Estadística Micropolitana de Lincolnton, NC µSA, que comprende el condado de Lincoln (Carolina del Norte); 
totalizando 1.836.303 habitantes en un área de 21.704 km².

## Comunidades del área metropolitana
Ciudad principal o núcleo
(Cifras de población del censo 2010)
- Charlotte, Mecklenburg 731.424

Otras ciudades con más de 40.000 habitantes
(Cifras de población del censo 2010)
- Concord, Cabarrus 55.977
- Gastonia, Gaston 69.904
- Hickory, Catawba 41.469
- Rock Hill, York 69.210

Comunidades con 10.000 a 40.000 habitantes
(Cifras de población estimadas para el año 2005)
- Albemarle, Stanly 15.390
- Cornelius, Mecklenburg 17.875
- Huntersville, Mecklenburg 34.332
- Indian Trail, Union 15.610
- Kannapolis, Cabarrus y Rowan 38.547
- Kings Mountain, Cleveland y Gaston 10.634
- Lincolnton, Lincoln 10.194
- Matthews, Mecklenburg 23.897
- Mint Hill, Mecklenburg y Union 17.480
- Monroe, Union 33.437
- Mooresville, Iredell 20.122
- Newton, Catawba 13.229
- Salisbury, Rowan 27.808
- Shelby, Cleveland 21.275
- Statesville, Iredell 24.489

Comunidades con menos de 10.000 habitantes
(Cifras de población estimadas para el año 2004)
| - Ansonville, Anson 626 - Badin, Stanly 1.127 - Belmont, Gaston 8.786 - Belwood, Cleveland 996 - Bessemer City, Gaston 5.120 - Boiling Springs, Cleveland 3.851 - Chester, Chester 6.273 - China Grove, Rowan 3.694 - Cherryville, Gaston 5.430 - Cleveland, Rowan 819 - Clover, York 4.054 - Conover, Catawba 6.604 - Cramerton, Gaston 2.990 - Dallas, Gaston 3.403 - Davidson, Mecklenburg e Iredell 8.343 - Earl, Cleveland 236 - East Spencer, Rowan 1.759 - Fairview, Union 4.122 - Faith, Rowan 699 - Fallston, Cleveland 612 - Fort Lawn, Chester 844 - Fort Mill, York 8.041 - Granite Quarry, Rowan 2.224 - Great Falls, Chester 2.121 - Grover, Cleveland 696 - Harmony, Iredell 570 - Harrisburg, Cabarrus 4.925 - Heath Springs, Lancaster 863 - Hemby Bridge, Union 1.594 - Hickory Grove, York 362 - High Shoals, Gaston 744 - Kershaw, Lancaster 1.638 - Kingstown, Cleveland 850 - Lake Park, Union 2.444 - Lake Wylie, York 3.061 - Lancaster, Lancaster 8.472 - Landis, Rowan 3.047 - Lattimore, Cleveland 419 - Lawndale, Cleveland 640 - Lilesville, Anson 445 - Locust, Stanly y Cabarrus 2.525 - Love Valley, Iredell 33 - Lowell, Gaston 2.663 - Lowrys, Chester 203 | - Marshville, Union 2.690 - Marvin, Union 1.273 - McAdenville, Gaston 627 - McConnells, York 312 - McFarlan, Anson 87 - Midland, Cabarrus 2.729 - Mineral Springs, Union 1.728 - Misenheimer, Stanly 617 - Mooresboro, Cleveland 318 - Morven, Anson 570 - Mount Holly, Gaston 9.639 - Mount Pleasant, Cabarrus 1.336 - New London, Stanly 322 - Norwood, Stanly 2.174 - Oakboro, Stanly 1.187 - Patterson Springs, Cleveland 624 - Peachland, Anson 544 - Pineville, Mecklenburg 3.643 - Polkton, Anson 1.897 - Polkville, Cleveland 537 - Ranlo, Gaston 2.191 - Richburg, Chester 325 - Richfield, Stanly 515 - Rockwell, Rowan 1.976 - Sharon, York 434 - Smyrna, York 63 - Spencer, Rowan 3.344 - Spencer Mountain, Gaston 58 - Stallings, Union 3.666 - Stanfield, Stanly 1.113 - Stanley, Gaston 3.085 - Tega Cay, York 4.264 - Troutman, Iredell 1.677 - Unionville, Union 6.053 - Waco, Cleveland 329 - Wadesboro, Anson 5.328 - Waxhaw, Union 3.046 - Weddington, Union 7.982 - Wesley Chapel, Union 3.175 - Wingate, Union 2.728 - York, York 7.028 |

Comunidades designados como lugares no incorporados
(Cifras de población del censo 2000)
| - Boger City, Lincoln 554 - Denver, Lincoln 13.030 - Elgin, Lancaster 2.426 - Enochville, Rowan 2.851 - Eureka Mill, Chester 1.737 - Gayle Mill, Chester 1.094 - India Hook, York 1.614 - Irwin, Lancaster 1.343 - JAARS Union 360 | - Lancaster Mill, Lancaster 2.109 - Lesslie, York 2.268 - Light Oak, Cleveland 779 - Lowesville, Lincoln 1.440 - Newport, York 4.033 - Riverview, York 708 - South Gastonia, Gaston 5.433 - Westport, Lincoln 2006 |